# جيف إدموندز
جيف إدموندز (بالإنجليزية: Jeff Edmonds)‏ هو عالم حاسوب أمريكي، ولد في 1963.